# NGC 5915
NGC 5915 (również PGC 54816 lub UGCA 407) – galaktyka spiralna z poprzeczką (SBab), znajdująca się w gwiazdozbiorze Wagi. Odkrył ją John Herschel 5 czerwca 1836 roku.

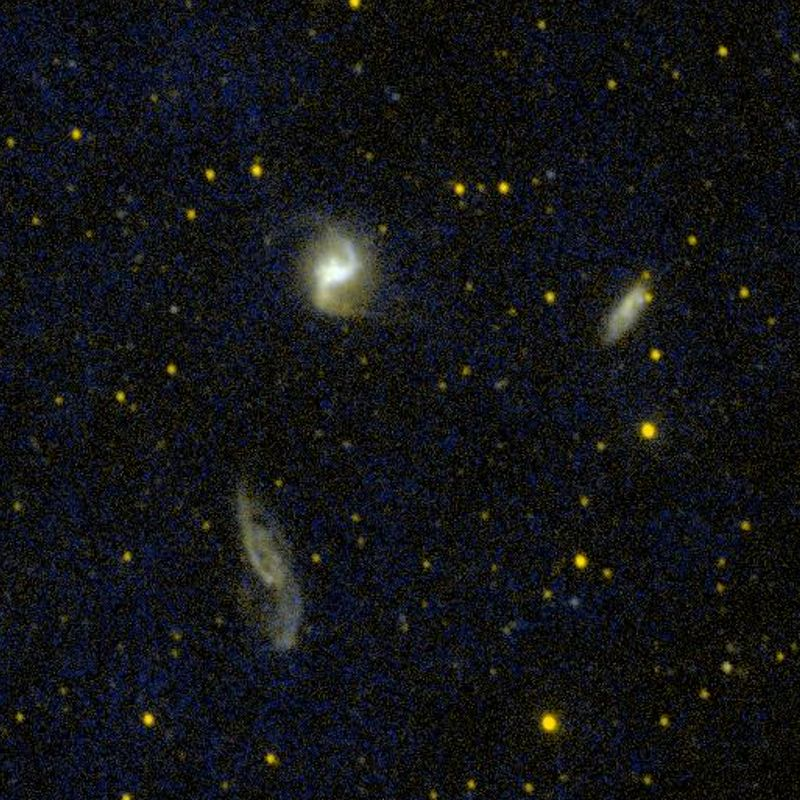
NGC 5915 (góra) oraz NGC 5916 (dół) i NGC 5916A (z prawej). Zdjęcie w ultrafiolecie zrobione za pomocą teleskopu kosmicznego GALEX.